# Чёрная Гора (Владимирская область)
Чёрная Гора — упразднённая деревня в Вязниковском районе Владимирской области России. В настоящий момент территория бывшей деревни входит в черту посёлка городского типа Никологоры.

## География
Находилась в северо-восточной части области, в зоне хвойно-широколиственных лесов, в пределах Волжско-Окского междуречья, на расстоянии 11 километров (по прямой) к юго-западу от города Вязники, административного центра района.

### Климат
Климат характеризуется как умеренно континентальный. Средняя температура воздуха самого холодного месяца (января) — −11,1 °C (абсолютный минимум — −48 °С), средняя максимальная температура воздуха (июля) — +23,3 °С (абсолютный максимум — +37 °С). Годовое количество атмосферных осадков составляет около 607 мм, из которых 413 мм выпадает в период с апреля по октябрь.

## История
В «Списке населенных мест Владимирской губернии по сведениям 1859 года» населённый пункт упомянут как удельная деревня Вязниковского уезда, расположенная в 15 верстах от уездного города. В деревне насчитывалось 23 двора и проживало 202 человека (105 мужчин и 97 женщин).
По состоянию на 1905 год, в Чёрной Горе имелся 51 двор и проживало 306 человек. В административном отношении деревня входила в состав Никологорской волости.
По данным 1926 года в деревне имелось 52 крестьянских хозяйства и проживало 283 человека (120 мужчин и 163 женщины). Являлась центром черногорского сельсовета Никологорской волости.